# ローレンス・ヤン・ブリンクホルスト
ローレンス・ヤン・ブリンクホルスト（1937年3月18日 - ）は、ズヴォレ出身のオランダの元政治家であり、民主66（D66）の所属で、元外交官・法学者である。1982年には民主66の党首を務めた。
彼は1973年から1977年まで、デン・アイル内閣で外務長官を務め、1977年から1982年までは下院議員を務めた。その間、1981年から1982年には民主66の院内会派代表を務めている。
その後は、1982年から1987年までは欧州連合の駐日大使を、1994年から1999年まで欧州議会議員を務め、1999年から2002年にはコック第二次内閣で農業・自然保護・漁業大臣を、2003年から2006年にはバルケネンデ第二次内閣で経済大臣を務めた。さらに、2005年から2006年には同内閣で短期間ながら副首相を兼任した。

## 経歴
マリウス・ヤコブス・ブリンクホルスト（1902年–1943年）とフランソワーズ・ローレンス・ウィルヘルミナ・ホールブーム（1901年–1981年）の子として生まれた。

### 学歴
ハーグにあるクリスチャン・ギムナジウム・ソルフフリートでギムナジウムB課程（文系）の卒業資格を取得後、ライデン大学で法学を専攻し、1959年に修士課程を修了。
その後、1961年にアメリカ・ニューヨークのコロンビア大学で「公共法と行政」の修士号を取得した。

### 法律分野での活動
学位取得後、ニューヨークの法律事務所Shearman & Sterlingで勤務。
1962年からはライデン大学のヨーロッパ研究所で勤務し、1965年には国際機関法の講師となった。
同年、イヴォ・サムカルデンが司法大臣に任命されたことを受け、研究所の所長に就任した。
1967年から1973年までは、フローニンゲン大学でオランダ初の欧州法の教授職に就任。その後、ライデンのヨーロッパ研究所の所長職は外交官ヘルマン・ヘンドリク・マースに引き継がれた。

### 政治活動
1970年から1971年にかけて、民主66を代表してフローニンゲン州議会の議員を務めた。
1973年5月11日から1977年9月8日までは、デン・アイル内閣で欧州問題担当外務長官を務めた。
その後、1977年から1982年まで民主66の下院（第二院）議員を務め、1981年から1982年には院内会派代表を務めた。

### 欧州における活動
1982年には、欧州委員会の駐日代表団の代表に任命された。
1987年からは、欧州委員会の環境問題・消費者保護・原子力安全局の局長を務め、1989年以降は環境問題と原子力安全のみを担当した。

### 政界復帰およびその他の役職
1994年から1999年までは欧州議会議員を務めた。
それ以前にも、民主66のフローニンゲン州議会議員、米ワシントンD.C.の「ワールド・リソース・インスティチュート」諮問委員、NEI（オランダ経済研究所）の理事、ライデン大学の国際環境法特別教授、ザルツブルク・セミナーおよび国際持続可能開発研究所の理事、ローザンヌ大学での客員教授などを歴任している。
1999年6月8日から2002年7月22日まではコック第二次内閣の農業・自然保護・漁業大臣を務めた。
彼の在任中は、農業界との関係が非常に困難で、特に2001年の口蹄疫（MKZ）危機に支配された。
その後、ブリュッセルのNautaDutilh法律事務所で欧州問題顧問を務め、ティルブルフ大学で「越境的および欧州的ガバナンス」教授にもなった。
2003年5月27日にはバルケネンデ第二次内閣で経済大臣に就任。
この間、新たな石炭火力発電所の建設推進派として重要な役割を果たした。
2005年3月22日、当時のアムステルダム市長選の制度改革に反対したPvdA（労働党）会派に対し、「一度ネズミ(裏切り者を意味する)になった者は、いつまでもネズミだ」と発言し、物議を醸した。

### 大臣辞任
2006年4月、第二院はオランダ軍のアフガニスタン・ウルズガン州派遣の是非を審議した際、民主66が反対票を投じれば内閣危機となる中で、ブリンクホルストは辞任をちらつかせて党を牽制。
その際、「私は民主66を辞め、お前ら全員を道連れにしてやる」と言ったとされる。
その後、2006年6月29日、民主66の下院議員団はバルケネンデ内閣への支持を正式に撤回。
理由は、リタ・フェルドンク入国管理大臣による外国人政策への不満が続き、最終的にはアヤーン・ヒルシ・アリの滞在資格と国籍に関する混乱が引き金となった。
2006年7月3日、ブリンクホルストは民主66の他2人の閣僚（アレクサンダー・ペヒトルト大臣、メディ・ファン・デル・ラーン国務長官）とともに辞表を提出し、ベアトリクス女王より最も名誉ある形で辞任が認められた。

### 政界引退後
2006年11月1日付で、ライデン大学の「国際および欧州法とガバナンス」教授に就任。
同時に、大学の国際関係に関する助言も担当している。
The Rights Forum（国際人権団体）の諮問委員会メンバーでもある。

## 注目された発言
ブリンクホルストの発言はしばしば侮辱的あるいは挑発的と受け取られ、特に農民に対するものが目立つ。
2001年、雑誌『Opzij』で、「挑発するのが好きだ」と自ら認めた。
たとえば2001年の口蹄疫危機時には、被害を受けた農家について「ワニの涙を流している」と揶揄。
Kootwijkerbroekでの口蹄疫感染疑惑については、
「神様自身が語られない限り、口蹄疫ではないらしい。だが、神様の言葉はまだ長く待たねばならないだろう」と述べた。
日刊紙『フォルクスクラント』では、
「農家は40年間も補助金に依存してきた甘やかされた存在だ。企業家として振る舞いたがるが、実際は公務員のように扱われている」と語った。
一部の農業指導者たちを「偽りの預言者」や「ハーメルンの笛吹き男」と呼んだ。
2020年のインタビューでは、Kootwijkerbroekの住民に関し、
「自分が今も元気に生きていることを喜ぶ人は、あまり多くないだろう」とも発言。
また、2004年には映画『Submission（服従）』について、
「弾薬庫でタバコを吸えばどうなるかわかるだろう」と述べ、
2005年にはEU憲法に反対する可能性について、
「いずれオランダの灯は消え、国が閉ざされる」と警告した。

## 私生活
彼はヤンティエン・ブリンクホルスト・ヒーリンカと結婚し、1男1女をもうけている。
娘のローレンティンは2001年にベアトリクス女王の三男のコンスタンティン王子と結婚した。